# Psapharochrus rufitarsis
Psapharochrus rufitarsis är en skalbaggsart som först beskrevs av Kirsch 1889.  Psapharochrus rufitarsis ingår i släktet Psapharochrus och familjen långhorningar. Inga underarter finns listade i Catalogue of Life.